# Bugatti Type 101
De Bugatti T 101 was de eerste Bugatti die onder leiding van Roland Bugatti werd gemaakt.

## Inleiding
Deze auto was de eerste naoorlogse Bugatti. De motor die werd gebruikt was afkomstig van de vooroorlogse Bugatti Type 57.

## Specificaties
- 3257 cc motor
- 190 pk bij 5400 tpm
- productiejaren: 1951-1952 (en 1 exemplaar in 1965)
- aantal geproduceerd: 7